# Айим, Нана Офориатта
Нана Офориатта Айим (англ. Nana Oforiatta Ayim) — ганская писательница, искусствовед и режиссёр.

## Семья и образование
Нана Офосуаа Офориатта Айим выросла в Германии, Англии и на родине своих предков, в Гане. Она изучала русский язык и политологию в Бристольском университете, после чего работала в Департаменте по политическим вопросам Организации Объединённых Наций в Нью-Йорке. Она получила степень магистра истории африканского искусства в школе востоковедения и африканистики Лондонского университета.
Офориатта Айим происходит из политической династии Ганы, Офори-Атта, обладавшей властью как в давние времена, так и в современную эпоху. Её дедом по материнской линии был Нана сэр Офори Атта I, прославленный король Акием Абуаква, который был провозглашён Людовиком XIV Африки, а её двоюродным дедом был Дж. Б. Данкуа, учёный и политик, давший Гане её имя и основавший политическую партию, добившуюся независимости страны.

## Литературная деятельность
Её первый роман «Божье дитя» был опубликован издательством Bloomsbury Publishing в Великобритании в 2019 году, США в 2020 году и издательством Penguin Random House в Германии в 2021 году. Писательница Айеша Харруна Аттах описывает книгу как «обширный и созерцательный дебют, в котором темы искусства, истории, литературы, кино и наследия переплетаются с взрослением Майи». Топ Фоларин в New York Times пишет: «Это история, которая одержима историями; действительно, «Божье дитя» можно описать как серию резко нарисованных коротких выдумок, каждая из которых последовательна сама по себе, каждая лишь мельком связана с другими… Когда я читал эту книгу, со всеми её скачками во времени и пространстве, у меня иногда возникало ощущение, что прямо под поверхностью текста есть ещё одно повествование, какая-то альтернативная история, в которой одновременно обитают персонажи, о которых я читал… Миграция Коджо и Майи в конечном итоге приводит их обратно в Гану, где они надеются найти материал, необходимый им для завершения своей истории, на создание которой ушли годы. История, которая, как и эта, осветит историю Ганы; история, которая выманит что-то целое из сломанных частей их жизни».
Сара Ладипо Маньика пишет в The Guardian: «На сегодняшний день существует лишь несколько художественных произведений, в которых исследуется африканский опыт в континентальной Европе, и лишь немногие посвящены афро-немецкому опыту, поэтому книга Айим важна для заполнения этого пробела. Когда мы слышим, как Майя размышляет над идеей Гёте о Weltliteratur и размышляет о том, насколько на самом деле не хватает мировой литературы, такие книги, как «Божье дитя», могут обогатить её и, по словам Бёрджера, привнести новые способы видения».

## История искусства
Во время исследования для получения степени магистра истории африканского искусства Нана поняла, что все термины и концепции, используемые для описания ганского художественного самовыражения, были западными. Её исследование концепций коренных народов привело её к Ayan, форме рассказывания истории в Гане; и Afahye, исторической выставке или модели «единения искусств». Она начала включать их в свои работы о культурных повествованиях, историях и учреждениях Африки. Она регулярно говорит о новых моделях знаний и о музеях и разработала курс по этому вопросу для Архитектурной школы Архитектурной ассоциации.
В интервью Financial Times Айим сказала: «Иногда кажется, что всё происходит в диаспоре. Это важно, и это часть того, кто мы есть. Но теперь нам нужно сосредоточиться на развитии работы на нашем континенте». Она является основателем Института искусств и знаний ANO в Аккре и особо отмечает, что «как и многие люди, занимающиеся творческой работой в Гане и других частях Африки, нам кажется, что нам недостаточно просто производить, но мы должны обеспечить контекст и парадигмы для этого производства».
С этой целью она создала панафриканскую культурную энциклопедию. The New York Times пишет: «Энциклопедия будет состоять из интернет-платформы с открытым исходным кодом для документирования прошлого, настоящего и будущего африканского искусства и культуры (начиная с Ганы) и в конечном итоге будет опубликована в 54 томах, по одному для каждой страны. Амбициозное предприятие, Культурная энциклопедия, направлена на то, чтобы изменить восприятие континента и помочь облегчить разочарование африканских культурных деятелей, обеспокоенных тем, что их богатая история была потеряна или забыта на протяжении десятилетий из-за отсутствия хороших архивов».
Она также создала новый тип мобильного музея. Шарлотта Янсен пишет в The Guardian: «Айим сказала, что начала размышлять о музейной модели в Африке, работая в Британском музее. Поражённая тем, насколько по-разному африканские предметы встречались в витринах Великобритании и как они активно использовались на фестивалях дома, она начала думать о том, как можно сохранить материальную культуру и представить её так, чтобы она больше соответствовала местным традициям». Она использует результаты исследований, собранных в Мобильном музее, чтобы помочь создать музейную модель нового типа для правительства Ганы, которая, как она пишет в The Art Newspaper, «уважает и принимает во внимание дух наших сообществ, нашу окружающую среду и наши объекты, как имеющиеся, так и те, которые будут возвращены. Структура, которая позволит рассказывать истории и обмениваться информацией с другими частями мира и между ними на равных условиях».
После разработки повествований и курирования первых институциональных выставок нескольких ганских художников, в том числе Джеймса Барнора, Фелисии Анса Аббан и Ибрагима Махамы, Айим курировала широко известную выставку Ghana Freedom как первый павильон Ганы на Венецианской биеннале 2019 года. Павильон был одним из самых ожидаемых на биеннале, и несколько журналистов назвали павильон «триумфом» и изюминкой биеннале, особенно в знак уважения к её культурным основам как в стране, так и в диаспоре. The Art Newspaper писала, что павильон пронизывало «осязаемое чувство гордости». Шарлотта Хиггинс из The Guardian написала, что павильон ознаменовал тонкий сдвиг в балансе, поскольку африканские национальные павильоны начинают оспаривать историческое доминирование европейских павильонов на биеннале, история которой переплетается с колониализмом.

## Фильмы
Нана Офориатта Айим стала режиссёром после работы с экономистом Тхи Минь Нго и режиссёром Крисом Маркером над новым переводом его фильма 1954 года «Статуи тоже умирают». Её фильмы представляют собой смесь художественной литературы, путевых заметок и документальных фильмов и были показаны в музеях по всему миру. К ним относятся Nowhere Else But Here в Новом музее современного искусства, Tied and True в Современной галерее Тейт, Jubilee в Kunshall Stavanger и Agbako в Музее искусств округа Лос-Анджелес (LACMA).

## Награды и почести
Офориатта Айим является лауреатом премии Art & Technology Award 2015 от LACMA и премии AIR Award 2016, которая «стремится чествовать и отмечать выдающихся африканских художников, стремящихся создавать провокационные, новаторские и социально привлекательные работы». Она была названа одной из Аполлонов «40 under 40» как «одна из самых талантливых и вдохновляющих молодых людей, которые сегодня продвигают мир искусства», инноватором Quartz Africa за «поиск новых подходов и принципов для решения многих неразрешимых проблем, с которыми сталкивается континент», одной из 50 африканских первопроходцев по версии The Africa Report, одной из 12 африканских женщин, вошедших в историю в 2016 году и одной из 100 женщин, «строящих инфраструктуру в прямом и переносном смысле для будущих поколений в Африке и диаспоре» в 2020 году по версии OkayAfrica. Она была приглашённым научным сотрудником по всему миру в Оксфордском университете и является членом Консультативного совета университета. Она получила премию Ганы за инновации в 2020 году и премию «Женщина года» в Гане в 2021 году. В 2022 году она была удостоена премии Дэна Дэвида.